# The Man Who Won (film 1923)
The Man Who Won è un film muto del 1923 diretto da William A. Wellman. La sceneggiatura di Ewart Adamson si basa sull'omonimo romanzo di Ridgwell Cullum pubblicato a Londra nel 1912 che la Fox aveva già portato sullo schermo nel 1920 con Twins of Suffering Creek, diretto da Scott Dunlap.

## Produzione
Il film fu girato a Sonora, in California, prodotto dalla Fox Film Corporation.

## Distribuzione
Distribuito negli Stati Uniti dalla Fox Film Corporation, il film uscì nelle sale il 26 agosto 1923, presentato da William Fox. In Spagna, venne ribattezzato con il titolo El hombre de pecho triunfa.